# 花脸雀
，是雀形目唐纳雀科的一种鸟类，属于单型的花脸雀属（学名：Coryphaspiza）。
花脸雀体重约15.7克，翼长约59毫米，喙宽度约4.5毫米，喙厚度约5.6毫米，嘴峰长约13.4毫米，跗蹠长约18.8毫米，尾长约53.4毫米。
花脸雀是留鸟，栖息在草地，它们是杂食性动物。
该物种分布在巴西东部及东南部、秘鲁东南部、玻利维亚北部、巴拉圭东南部和阿根廷东北部。